# Île de Mactan
Pour les articles homonymes, voir Mactan.
L'île de Mactan est une petite île des Philippines appartenant à l'archipel de Visayas ; elle se situe quelques centaines de mètres à l'est de l'île de Cebu, en face de la ville de Mandaue. 
Elle fait partie de la province de Cebu et se partage entre la ville de Lapu-Lapu et la municipalité de Cordova.

## Histoire
C'est sur l'île de Mactan qu'est mort Fernand de Magellan le 27 avril 1521, à l'âge supposé de 41 ans. Le seigneur Lapu-Lapu, refusant de se soumettre à l'obéissance du nouveau roi d'Espagne, Charles Ier (futur Charles Quint), fut attaqué à l'aube du matin du 27 avril 1521 à partir de trois navires portant une soixantaine d'hommes, dont quarante-huit combattants lourdement armés. À la suite d'un combat au sol, les assaillants furent repoussés jusqu'à la rive sous une pluie de flèches. D'abord blessé à la jambe par un de ces projectiles, Magellan mourut subitement après avoir reçu une lance empoisonnée au visage. Le corps du capitaine fut abandonné sur la plage et ne put être récupéré.
Lapu-Lapu a été considéré comme un héros philippin, symbole national de la résistance contre l'Espagne colonisatrice. Il est à ce titre cité, sous le nom de roi Kalipulako de Maktan, dans l'acte de proclamation de l'indépendance du peuple philippin de 1898, qui marque l'indépendance des Philippines vis-à-vis de la couronne d'Espagne après plus de trois siècles de colonisation. Une statue de bronze de vingt mètres de Lapulapu en guerrier, les armes à la main (kapilan), a été érigée sur l'île de Mactan, à Punta Engaño, non loin du monument dédié à son célèbre adversaire, le navigateur Fernand de Magellan.

## Communication-infrastructure
L'île de Mactan est reliée à l'île de Cebu par trois ponts traversant le détroit de Mactan qui les sépare. Le premier, le pont Mactan-Mandaue, long de 864 mètres, a été mis en service en 1970, avec 2 x 1 voie. Le second, le pont Marcelo Fernan, long de 1237 mètres, 2 x 2 voies, a été mis en service en août 1999. Ce pont doit son nom à un homme politique local de la ville de Cebu. Le troisième, le pont Cebu-Cordova, est en service depuis avril 2022 et mesure 8,9 km, soit le pont le plus long des Philippines.
L'aéroport international de Mactan-Cebu, deuxième plus grand aéroport des Philippines, se trouve sur cette île.

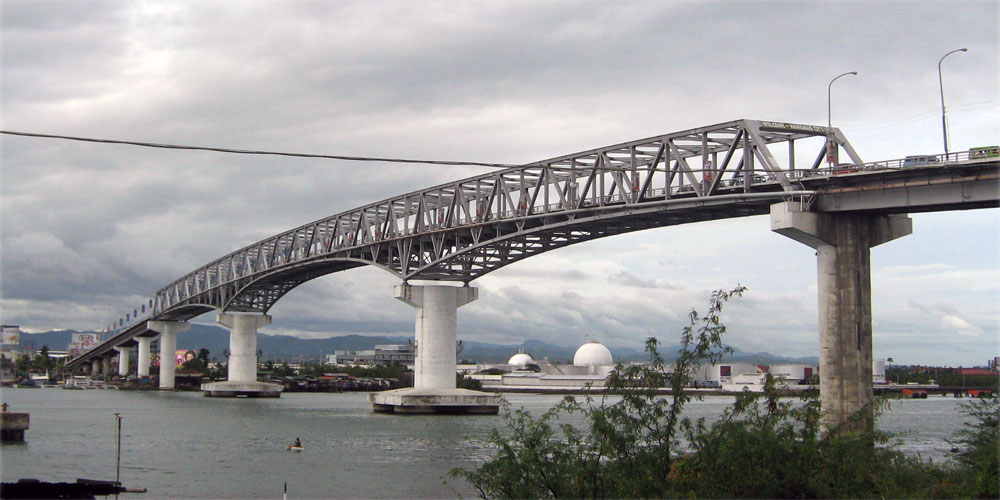
Le pont Mactan-Mandaue vu de Mactan
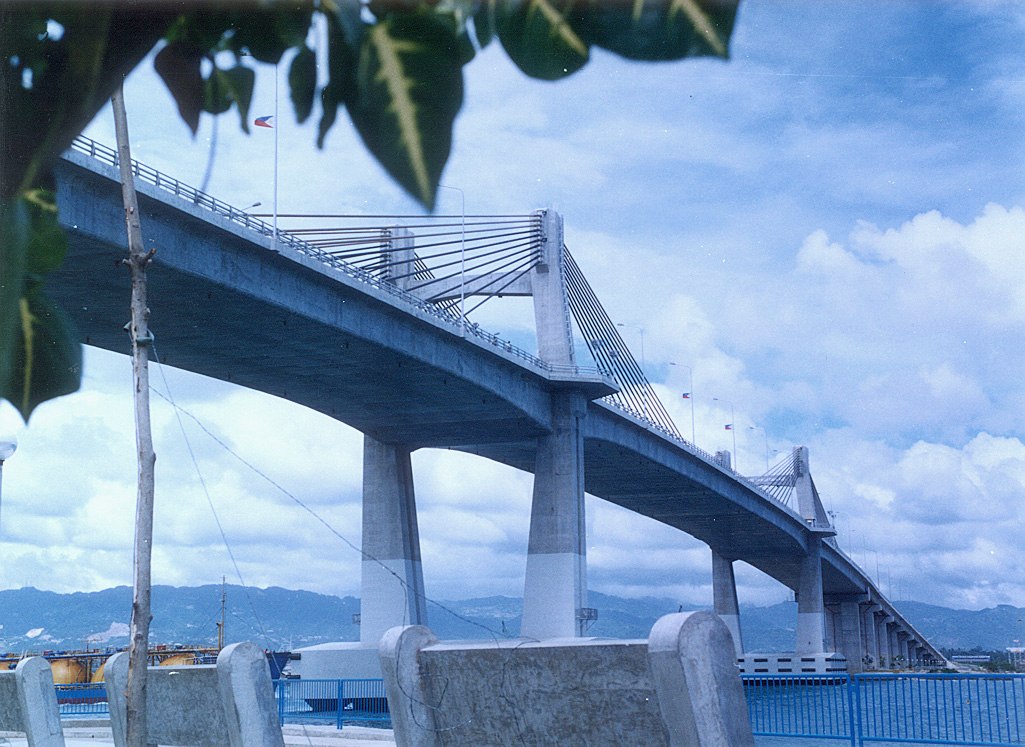
Le pont Marcelo Fernan vu de Mactan
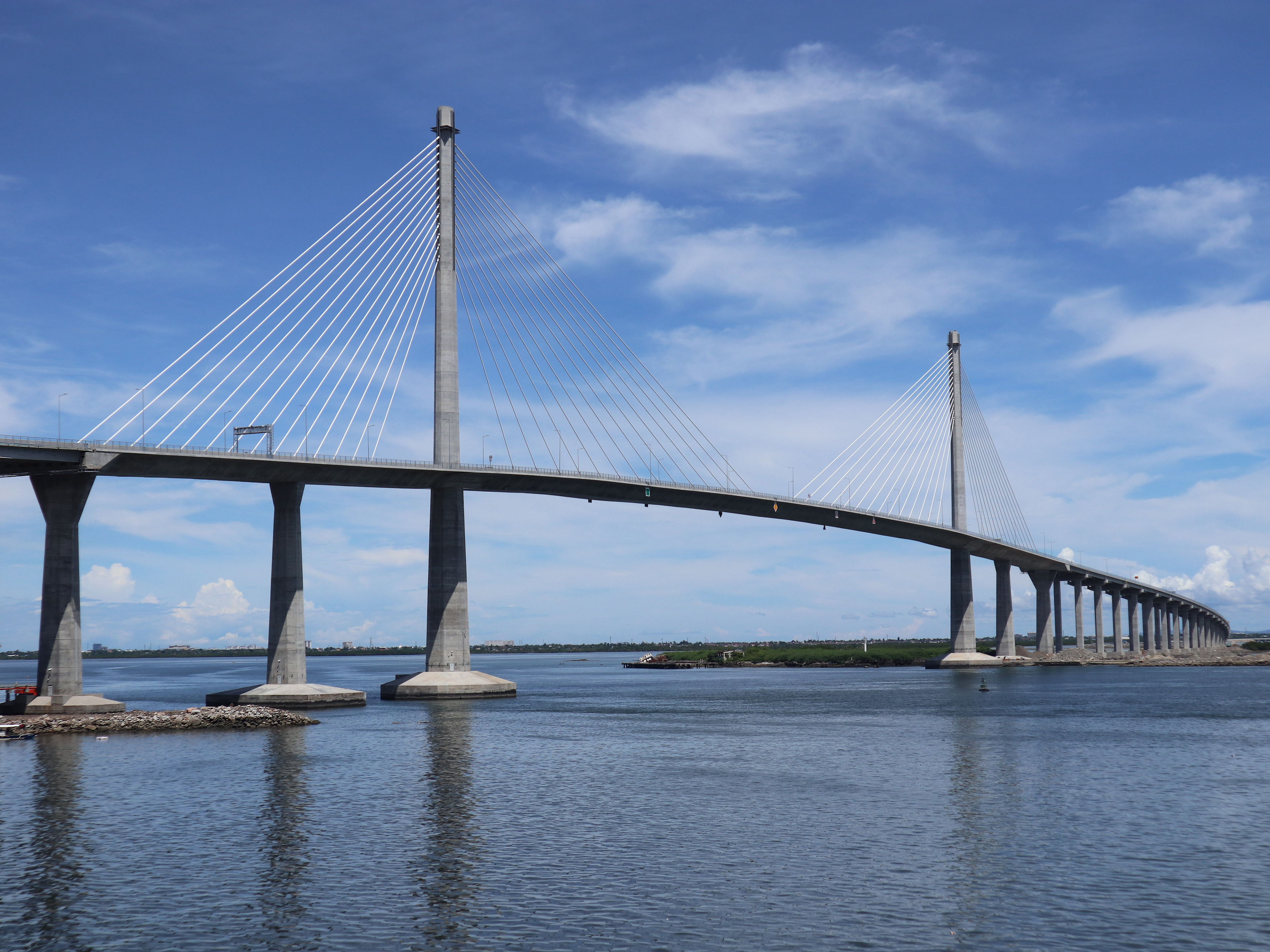
Le pont Cebu-Cordova
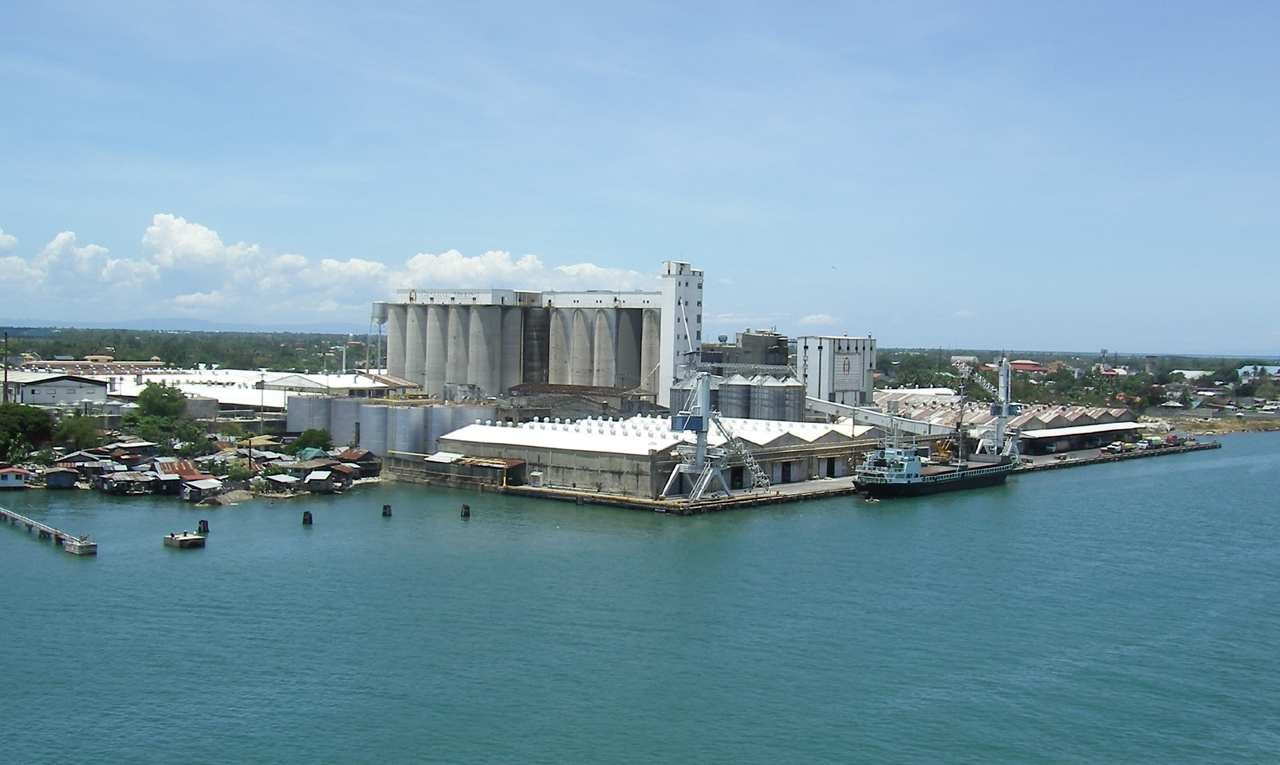
Le port de Mactan

### Webographie
- Notices dans des dictionnaires ou encyclopédies généralistes :   - Britannica
  - Gran Enciclopèdia Catalana
- Notices d'autorité :   - LCCN
  - Israël